# پایگاه هوایی دومباروسکی
پایگاه هوایی دومباروسکی (به انگلیسی: Dombarovsky (air base)) یک فرودگاه نظامی است که یک باند فرود بتن دارد و طول باند آن ۲۵۰۰ متر است. این فرودگاه در کشور روسیه قرار دارد و در ارتفاع ۲۶۵ متری از سطح دریا واقع شده‌است.